# Fourcade-Gletscher
Der Fourcade-Gletscher (polnisch Lodowiec Fourcade) ist ein Gletscher auf King George Island im Archipel der Südlichen Shetlandinseln. Er liegt am Kopfende der Potter Cove in der Maxwell Bay.
Teilnehmer einer polnischen Antarktisexpedition im Jahr 1980 benannten ihn nach Néstor H. Fourcade vom Instituto Antártico Argentino, der zwischen 1957 und 1961 in mehreren Kampagnen geologische Untersuchungen in der Potter Cove und auf der Fildes-Halbinsel durchgeführt hatte.